# Plectiscidea tenuicornis
Plectiscidea tenuicornis là một loài tò vò trong họ Ichneumonidae.